# مکان ملی تاریخ پورت رویال
مکان ملی تاریخ پورت رویال (به انگلیسی: Port-Royal National Historic Site) یک منطقهٔ مسکونی در کانادا است که در شهرستان آناپولیس، نوا اسکوشیا واقع شده‌است.